# Kurt Schäfer (Fußballspieler)
Kurt Schäfer (* 2. August 1915 in Mannheim; † 7. Juni 1944) war ein deutscher Fußballspieler.
Der Mittelstürmer kam 1934 vom SV Waldhof Mannheim zum VfB Stuttgart. 1935 absolvierte Schäfer in der Gauliga Württemberg seine ersten Spiele für die erste Mannschaft des damaligen Deutschen Vizemeisters. Als der VfB Stuttgart zwei Jahre später in der Meisterschaftsendrunde Dritter wurde, war Schäfer zusammen mit Erich Koch in der Liga der VfB-Spieler mit den meisten Torerfolgen. Er war in Endrunden um die Deutsche Meisterschaft für den VfB 14 Mal im Einsatz und erzielte dabei 10 Tore. Im Zweiten Weltkrieg fiel Schäfer, der als einfacher Soldat diente. Er fand auf der Kriegsgräberstätte auf dem Hauptfriedhof in Mannheim seine letzte Ruhe. 